# Tonya Harding
Tonya Maxene Harding (Portland, Oregón, 12 de noviembre de 1970) es una expatinadora sobre hielo estadounidense. Fue criada principalmente por su madre, quien la inscribió en clases de patinaje sobre hielo a partir de los tres años. Harding pasaría gran parte de su formación inicial, abandonando la escuela secundaria para dedicar su tiempo al deporte. Después de escalar posiciones en los campeonatos de patinaje artístico de Estados Unidos entre 1986 y 1989, Harding ganó la competición Skate America de 1989. Fue campeona de Estados Unidos en 1991 y 1994 antes de ser despojada de su título de 1994, y de la medalla de plata en el campeonato mundial de 1991. En 1991, ganó la distinción de ser la primera mujer estadounidense en conseguir con éxito un triple áxel en competición, y sólo la segunda mujer en hacerlo en la historia (detrás de Midori Itō). También fue dos veces competidora olímpica y dos veces campeona de Skate America.
En enero de 1994, Harding se vio envuelta en una controversia cuando su esposo, Jeff Gillooly, planificó un ataque contra su colega olímpica estadounidense, Nancy Kerrigan. Después de que los Juegos de 1994 terminaran, Harding finalmente fue declarada culpable de obstaculizar la acusación y fue suspendida de por vida por la Asociación de Patinaje Artístico de los Estados Unidos. La investigación policial y la suspensión de Harding del deporte fueron objeto de un intenso escrutinio mediático, y ha sido referido como uno de los mayores escándalos en la historia del deporte estadounidense.
A principios del 2000, Harding se convirtió en boxeadora profesional y su vida ha sido objeto de numerosas películas, libros y estudios académicos. En 2017 se estrenó una película biográfica nominada al Óscar, I, Tonya, donde Tonya Harding es interpretada por Margot Robbie.

## Primeros años

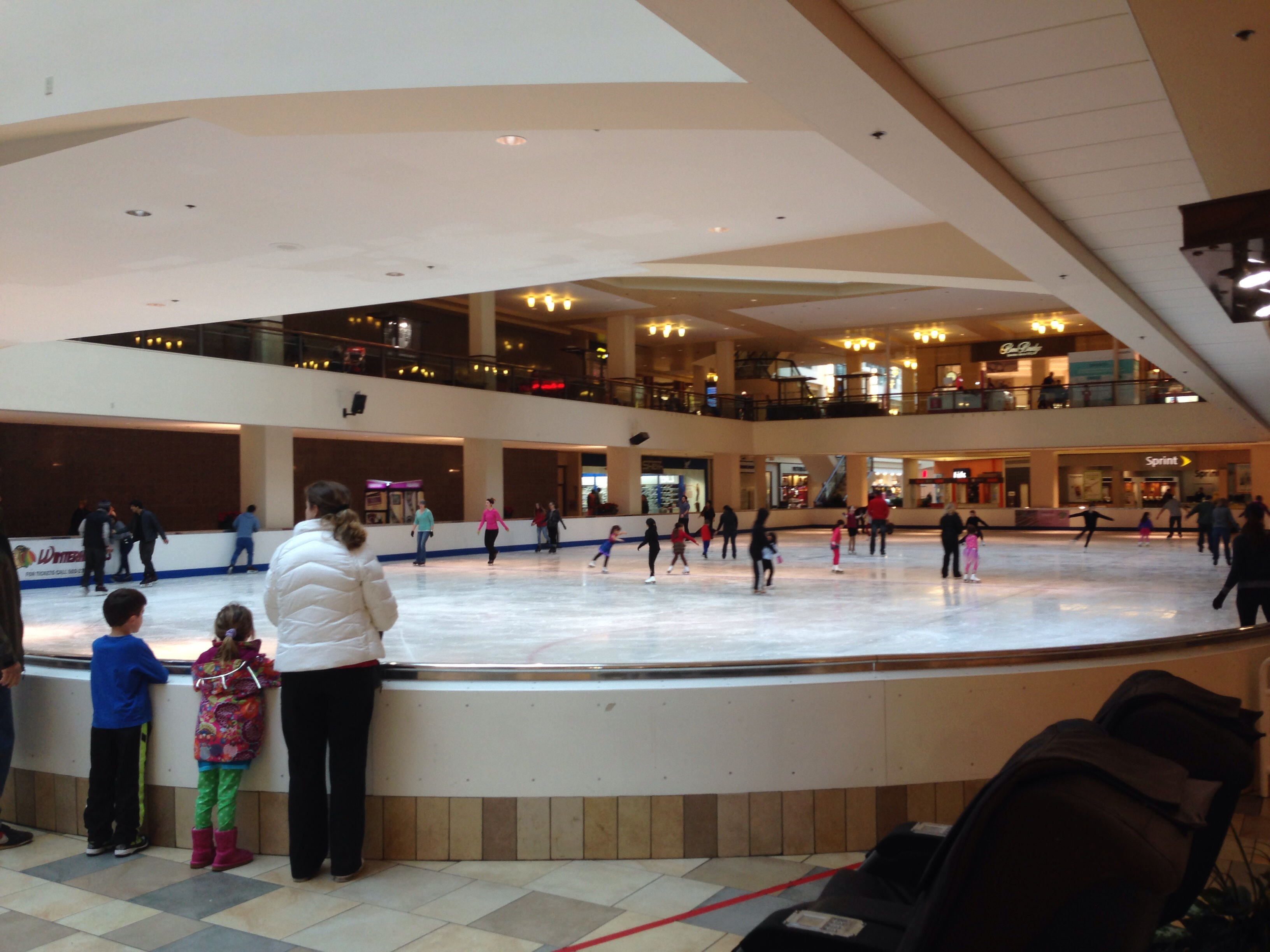
Ice Chalet en el Portland's Lloyd Center, donde Harding comenzó a patinar a los cuatro años.

Tonya Maxene Harding nació el 12 de noviembre de 1970 en Portland, Oregón, hija de LaVona Golden (nacida en 1940) y Albert Gordon Harding (1933-2009). Harding fue criada en East Portland, y comenzó a patinar a los cuatro años, entrenando con la entrenadora Diane Rawlinson. Durante su juventud, Harding también cazaba, realizaba carreras de aceleración y aprendía mecánica automotriz con su padre. LaVona luchaba por mantener a la familia mientras trabajaba como camarera, y cosía a mano los trajes de patinaje de Tonya puesto que la familia no podía permitirse comprarlos.
De acuerdo con Harding, su madre la maltrataba con frecuencia, declarando que para la edad de siete años, el abuso físico y psicológico se había convertido en una parte regular de su vida. LaVona admitió haber golpeado a Tonya en una pista de hielo. Harding abandonó sus estudios en la Milwaukie High School durante su segundo año para centrarse en el patinaje; luego obtuvo un Diploma de Equivalencia General.

## Carrera en el patinaje
Harding entrenó como patinadora durante toda su juventud con la entrenadora Diane Rawlinson. A mediados de la década de 1980, comenzó a trabajar en la escalera de patinaje de competición. Ocupó el sexto lugar en el Campeonato de patinaje artístico de 1986, quinto en 1987 y 1988, y tercero en 1989. Después de ganar el Skate America en 1989, fue considerada una gran contendiente en el Campeonato estadounidense de patinaje artístico de 1990, pero sufría de gripe y asma y tenía un patinaje libre pobre. Después del programa original, cayó desde el segundo lugar y terminó séptima en general. Era una poderosa patinadora libre y normalmente tenía posiciones más bajas en las figuras obligatorias.
El año decisivo de Harding se produjo en 1991, cuando obtuvo su primer triple axel en el Campeonato de Estados Unidos y ganó el título con el primer 6.0 del evento otorgado a una única patinadora por mérito técnico. En el Campeonato Mundial de 1991, volvió a completar el triple axel , convirtiéndose en la primera mujer estadounidense en realizarlo en un evento internacional. Harding terminaría segunda detrás de Kristi Yamaguchi, y frente a Nancy Kerrigan, marcando la primera vez que un país se llevó el podio femenino completo en el Campeonato Mundial de Patinaje Artístico.
En el otoño de Skate America de 1991, Harding logró otras tres primicias: la primera mujer en completar un triple axel en el programa corto, la primera mujer en ejecutar con éxito dos triple axel en una sola competencia y la primera en completar una combinación de triple axel con el doble toe loop.
A pesar de estas actuaciones, nunca fue capaz de realizar con éxito el triple axel en una competición después de 1991, y sus resultados competitivos comenzaron a declinar. Harding se entrenó con Dody Teachman para la próxima temporada de 1992, y quedó en tercer lugar en el Campeonato de Estados Unidos. Después de torcerse el tobillo entrenando, terminó cuarta en los Juegos Olímpicos de Invierno de 1992, y en el Campeonato Mundial de 1992, quedó segunda. En la temporada de 1993, patinó mal en el Campeonato de Estados Unidos y no calificaba para el equipo del Campeonato Mundial.
Después de la controversia, a Harding se le permitió seguir siendo miembro del equipo de patinaje sobre hielo de los Estados Unidos en los Juegos Olímpicos de Invierno de 1994 en Lillehammer, Noruega. Después de un problema con sus cordones, se le dio una segunda oportunidad en el programa largo y terminó en el octavo lugar, lejos de Oksana Baiul (oro) y Nancy Kerrigan (plata).

### Resultados competitivos
| Internacional                | Internacional | Internacional | Internacional | Internacional | Internacional | Internacional | Internacional | Internacional | Internacional |
| Evento                       | 1985–86       | 1986–87       | 1987–88       | 1988–89       | 1989–90       | 1990–91       | 1991–92       | 1992–93       | 1993–94       |
| ---------------------------- | ------------- | ------------- | ------------- | ------------- | ------------- | ------------- | ------------- | ------------- | ------------- |
| Juegos Olímpicos de Invierno |               |               |               |               |               |               | 4.ª           |               | 8.ª           |
| Campeonato Mundial           |               |               |               |               |               | 2.ª           |               |               |               |
| Skate America                |               | 2.ª           |               |               | 1.ª           |               | 1.ª           |               | 3.ª           |
| Skate Canada                 |               |               |               |               |               |               |               | 4.ª           |               |
| Copa Bofrost                 |               |               |               |               | 1.ª           |               |               |               |               |
| Trofeo NHK                   |               |               | 3.ª           |               |               | 2.ª           |               |               | 4.ª           |
| Festival Olímpico de EE. UU. |               |               |               |               |               | 2.ª           |               |               |               |
| Premio de Moscow News        |               |               |               | 1.ª           |               |               |               |               |               |
| Nacionales                   |               |               |               |               |               |               |               |               |               |
| Campeonato de Estados Unidos | 6.ª           | 5.ª           | 5.ª           | 3.ª           | 7.ª           | 1.ª           | 3.ª           | 4.ª           | 1.ª †         |

† En junio de 1994, Claire Ferguson, presidenta de la Asociación Estadounidense de Patinaje Artístico, votó para despojar a Harding de su título de 1994. Sin embargo, los resultados de la competición no fueron cambiados y el título se dejó vacío en lugar de mover a todos los demás competidores una posición arriba.

## Ataque a Nancy Kerrigan y repercusiones

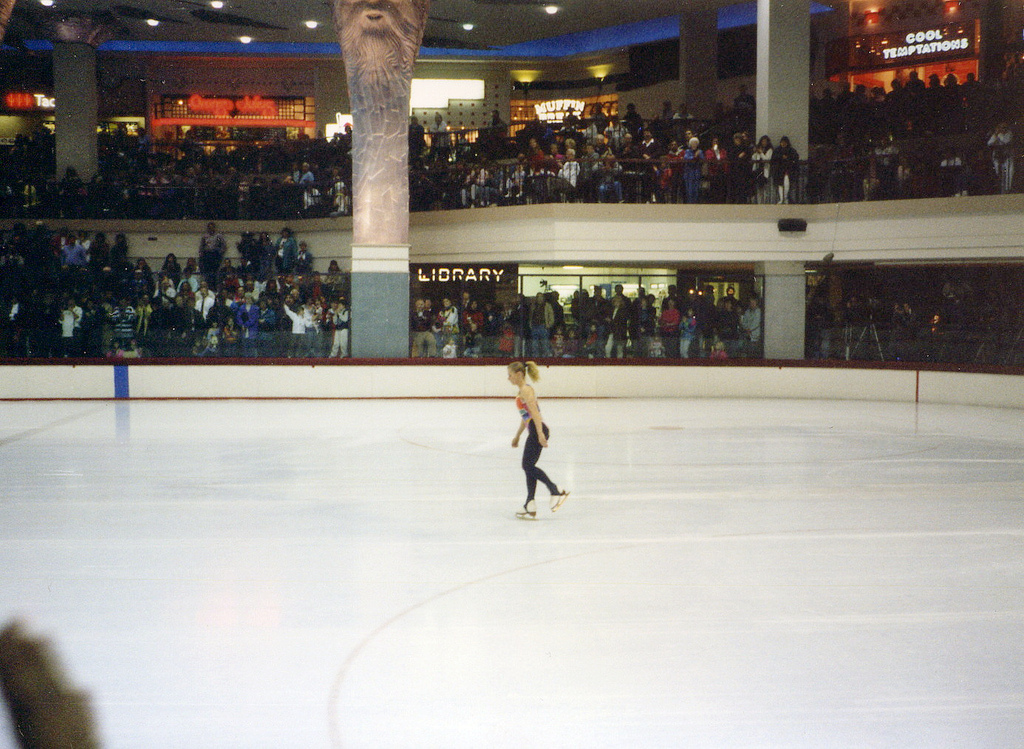
Harding en una de sus sesiones de entrenamiento en el Clackamas Town Center, preparándose para los Juegos Olímpicos de Invierno. Asistieron miles de espectadores y docenas de reporteros y equipos de filmación.

El 6 de enero de 1994, la competidora del equipo principal de Harding, Nancy Kerrigan, fue atacada después de una sesión de entrenamiento en el Campeonato de Patinaje Artístico de Estados Unidos en Detroit por un atacante, identificado posteriormente como Shane Stant. El exmarido de Harding, Jeff Gillooly, y su autoproclamado guardaespaldas, Shawn Eckhardt, contrataron a Stant para romperle la pierna derecha a Kerrigan para que no pudiera competir en los Juegos Olímpicos de invierno de 1994 en Lillehammer. Después de no encontrar a Kerrigan en su pista de entrenamiento en Massachusetts, Stant la siguió a Detroit. Cuando salió de la pista de hielo después de una sesión de entrenamiento en Cobo Arena y se coló detrás de una cortina cercana en un pasillo, Stant golpeó su pierna aproximadamente 1 pulgada (3 cm) por encima de la rodilla con un bastón telescópico ASP de 21 pulgadas (53 cm). Su pierna solo estaba magullada, no rota, pero la lesión la obligó a retirarse del campeonato nacional. Harding ganó ese evento, y ella y Kerrigan fueron seleccionadas para el equipo olímpico de 1994. Harding terminó octava en Lillehammer, mientras que Kerrigan, para entonces recuperada de la lesión, ganó la medalla de plata detrás de Oksana Baiul de Ucrania.
El ataque a Kerrigan y la noticia de la supuesta participación de Harding llevaron a un frenesí mediático, con The New York Times caracterizándolo más tarde como «uno de los mayores escándalos en la historia deportiva estadounidense». Kerrigan apareció en la portada de las revistas TIME y Newsweek en enero de 1994. Reporteros y equipos de noticias de televisión asistieron a las prácticas de Harding en Portland y acamparon frente a la casa de Kerrigan. CBS asignó a Connie Chung para seguir cada uno de sus movimientos en Lillehammer. Cuatrocientos miembros de la prensa se metieron en la pista de prácticas de Noruega. Scott Hamilton se quejó de que «la prensa mundial estaba convirtiendo los Juegos Olímpicos en otro sensacional evento de tabloide». La retransmisión diferida del programa corto de mujeres en los Juegos Olímpicos sigue siendo una de las transmisiones más vistas en la historia de los Estados Unidos.
El 1 de febrero de 1994, Gillooly aceptó una declaración de culpabilidad a cambio de su testimonio contra Harding. Gillooly, Stant, Eckhardt, y el conductor de una escapada en el auto, Derrick Smith, todos estuvieron en prisión por el ataque. Eckhardt fue condenado a 18 meses de prisión por extorsión, pero fue liberado cuatro meses antes en septiembre de 1995.

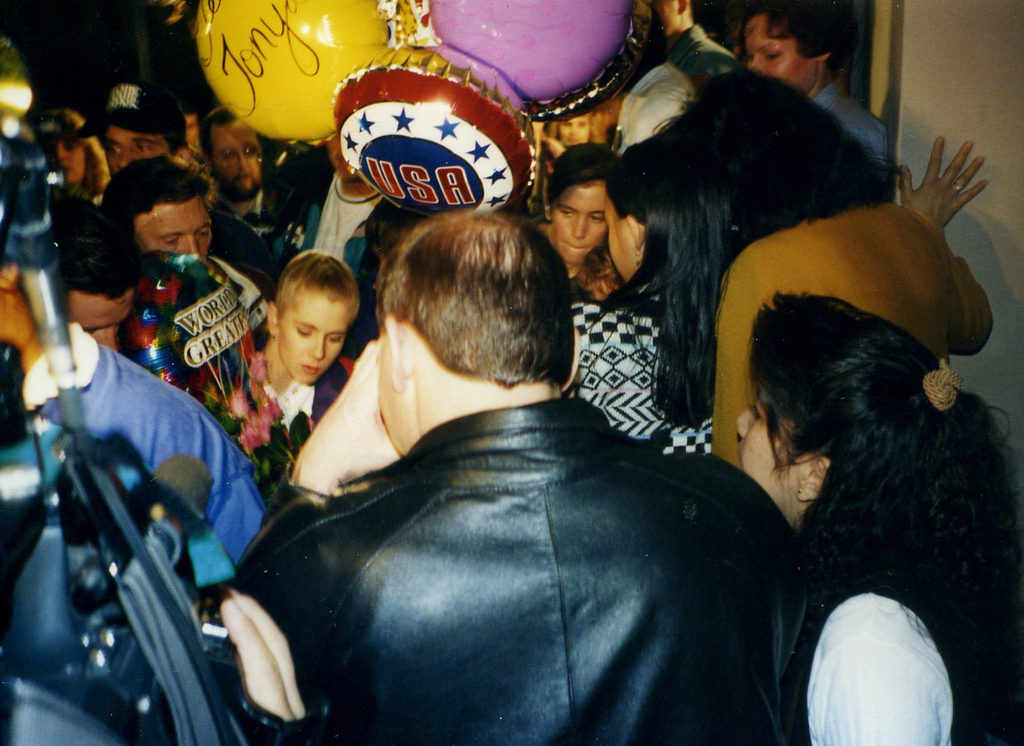
Harding al momento de llegar al Aeropuerto Internacional de Portland después de los Juegos Olímpicos, siendo rodeada por reporteros.

Harding fue acusada en el Condado de Multnomah, Oregón, pero evitó más enjuiciamiento y una posible sentencia de cárcel al declararse culpable el 16 de marzo de conspirar para obstaculizar el enjuiciamiento de los atacantes. Recibió tres años de libertad condicional, 500 horas de servicio comunitario y una multa de $100,000 dólares. Como parte de la negociación de culpabilidad, también se vio obligada a retirarse del Campeonato Mundial de Patinaje Artístico sobre Hielo de 1994 y renunciar a la Asociación de Patinaje Artístico de los Estados Unidos. La USFSA llevó a cabo su propia investigación del ataque. El 30 de junio de 1994, la asociación le quitó su título del Campeonato de EE. UU. de 1994 y le prohibió de por vida participar en eventos administrados por la USFSA como patinadora o como entrenadora. La USFSA concluyó que sabía del ataque antes de que ocurriera y mostró «una clara indiferencia por la justicia, el buen espíritu deportivo y el comportamiento ético». Aunque la USFSA no tiene control sobre los eventos de patinaje profesional no competitivos, también era persona non grata en el circuito profesional porque pocos patinadores y promotores trabajarían con ella. En consecuencia, ella no se benefició del boom en el patinaje profesional que siguió a las consecuencias del escándalo.
En su autobiografía de 2008, The Tonya Tapes, Harding escribió que quiso contactar al FBI para revelar lo que sabía, pero decidió no hacerlo cuando supuestamente Gillooly la amenazó de muerte tras una violación en grupo, pistola en mano por parte de él y otros dos hombres que ella no conocía. Él posteriormente, cambió su nombre a Jeff Stone y calificó las acusaciones de violación en grupo de «absolutamente ridículas». Eckhardt, quien legalmente cambió su nombre a Brian Sean Griffith después de su liberación de la cárcel, murió a los 40 años el 12 de diciembre de 2007.

## Otros proyectos
Un vídeo explícito que muestra a Harding teniendo sexo con su entonces marido, Jeff Gillooly, fue vendido por Gillooly a un programa de televisión sensacionalista después de que fue implicado como conspirador en el ataque de Kerrigan. Fotogramas de la cinta fueron publicados por Penthouse en septiembre de 1994 y la cinta en sí se lanzó aproximadamente al mismo tiempo.

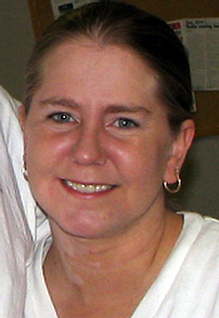
Harding en 2006

El 22 de junio de 1994, en Portland, Oregón, Harding apareció en un espectáculo de lucha profesional de la AAA como gerente de lucha libre de Los Gringos Locos. La actuación de la noche incluyó a Art Barr y Eddie Guerrero. Un evento musical promocional no tuvo éxito cuando Harding y su banda, los Golden Blades, fueron abucheados en el escenario en su única actuación, en 1995 en Portland, Oregón.
En 1994, Harding protagonizó una película de acción de bajo presupuesto, Breakaway. La película fue lanzada en 1996. El 29 de octubre de 1996, Harding obtuvo la atención de los medios después de practicar la respiración boca a boca para ayudar a revivir a una mujer de 81 años, Alice Olson, que sufrió un colapso en un bar de Portland mientras jugaba al vídeo póker.
Harding también apareció en televisión, en el programa de concursos The Weakest Link: "15 Minutes of Fame Edition" en 2002 junto con Kato Kaelin, y en marzo de 2008 se convirtió en comentarista de The Smoking Gun Presents: World's Dumbest... de TruTV.

### Carrera en el boxeo
En 2002, boxeó contra Paula Jones en el evento Celebrity Boxing de Fox TV, ganando la pelea. El 22 de febrero de 2003, hizo su debut oficial de boxeo profesional femenino, perdiendo un combate de cuatro asaltos en la cartelera de la pelea de Mike Tyson y Clifford Etienne, en medio de rumores de que estaba teniendo dificultades financieras y necesitaba pelear en el ring para ganar dinero. Participó en otro partido de boxeo de celebridades, en The Man Show, y ganó contra el coanfitrión Doug Stanhope. Stanhope más tarde afirmó en su podcast que la pelea fue arreglada porque Tonya Harding se negó a «pelear con un hombre».
El 23 de marzo de 2004, se informó que canceló un combate de boxeo planeado contra Tracy Carlton en Oakland, California, debido a una supuesta amenaza de muerte en su contra.
El 24 de junio de 2004, después de haber estado sin boxear durante más de un año, fue golpeada en un combate en Edmonton, Alberta, por Amy Johnson. Según los informes, los fanáticos la abuchearon cuando ingresó al ring y vitorearon con entusiasmo a Johnson cuando ganó en la tercera ronda.
Su carrera en el boxeo se vio truncada por una condición física que ella atribuyó al asma. Su récord general fue de 3 victorias y 3 derrotas.

#### Registro profesional
| 3 victorias (3 decisiones), 3 pérdidas (2 knockouts, 1 decisión), 0 empates |                    |           |                    |                |                                         |
| Fecha                                                                       | Oponente           | Resultado | Tipo               | Tiempo redondo | Locación                                |
| 2004-06-25                                                                  | Amy Johnson        | Perdió    | TKO                | 3 (4), 1:04    | Edmonton, Alberta, Canadá               |
| 2003-08-02                                                                  | Melissa Yanas      | Perdió    | TKO                | 1 (4), 1:13    | Dallas, Texas, Estados Unidos           |
| 2003-06-13                                                                  | Emily Gosa         | Ganó      | Decisión (unánime) | 4 (4)          | Lincoln City, Oregón, Estados Unidos    |
| 2003-03-28                                                                  | Alejandra López    | Ganó      | Decisión (unánime) | 4 (4)          | Tulsa, Oklahoma, Estados Unidos         |
| 2003-03-15                                                                  | Shannon Birmingham | Ganó      | Decisión (unánime) | 4 (4)          | Gulfport, Misisipi, Estados Unidos      |
| 2003-02-22                                                                  | Samantha Browning  | Perdió    | Decisión (split)   | 4 (4)          | Los Ángeles, California, Estados Unidos |

### Registro de velocidad de carreras de autos
El 12 de agosto de 2010, Harding estableció un nuevo récord de velocidad terrestre para un cupé de gas vintage con una velocidad de 97.177 mph (156.391 km/h; 43.442 m/s) conduciendo un Ford Modelo A de 1931, llamado Lickity-Split, en el Salar de Bonneville.

### Dancing with the Stars
En abril de 2018, Harding fue anunciada como una de las celebridades que competirán en la temporada 26 de Dancing with the Stars. Fue emparejada con el bailarín profesional Sasha Farber. La pareja llegó a la final y terminó en el tercer puesto.

## Vida personal
Harding se casó con Jeff Gillooly en 1990, cuando tenía 19 años. Su tumultuoso matrimonio terminó en divorcio en 1993, pero continuaron viéndose en los Juegos Olímpicos de Invierno de 1994. Se casó con su segundo marido, Michael Smith, en 1995; la pareja se divorció en 1996. Se casó el 23 se junio de 2010 con Joseph Price, de 42 años, a quien conoció en un restaurante local llamado Timbers cuando tenía 39 años y tomó su apellido. Dio a luz a su único hijo, un varón llamado Gordon, el 19 de febrero de 2011.
Desde que dejó el patinaje y el boxeo, Harding trabajó como soldadora, pintora en una empresa de fabricación de metal y empleada de ventas de hardware en Sears . A partir de 2017, declaró que trabajaba como pintora y diseñadora. Reside en el estado de Washington, al norte de su ciudad natal de Portland, Oregón.
En una aparición en The Ellen DeGeneres Show el 26 de febrero de 2018, Harding declaró que todavía está activa en el patinaje y práctica tres veces a la semana. Durante el programa realizó varios saltos y giros.

## Relevancia cultural
La vida, la carrera y el papel de Harding en el ataque de Kerrigan han sido ampliamente referenciados en la cultura popular, apareciendo en televisión, cine, música, así como en un discurso de campaña principal del expresidente Barack Obama. En 2014, Matt Harkins y Viviana Olen crearon el Museo de Nancy Kerrigan y Tonya Harding en su departamento de Brooklyn, Nueva York, dedicado a recopilar y archivar recuerdos relacionados con Harding y el incidente. Harkins y Olen declararon en una entrevista en 2017 que habían quedado cautivados por la vida de Harding durante años, citando que era «la historia más estadounidense jamás contada». Un artículo contemporáneo publicado en Vogue también señaló que Harding había desarrollado un «seguimiento de culto» en los años posteriores a su notoriedad.

### Representación en otros medios
- Una película de televisión de 1994 titulada Tonya and Nancy: The Inside Story fue lanzada, con Alexandra Powers interpretando a Harding, y Heather Langenkamp interpretando a Nancy Kerrigan.[69] El mismo año, Harding fue engañada por la comediante Julie Brown en la película de televisión National Lampoon's Attack of the 5 Ft. 2 In. Women.[70]

- Harding fue referenciada en el episodio de Seinfeld, «The Understudy», cuando la novia de Jerry, una artista de Broadway, sube al escenario, tiene un problema con los cordones en su bota (como Harding se encontró en los Juegos Olímpicos de 1994). La novia de Jerry solo pudo actuar porque la actriz principal sufrió una lesión que, según se dice, fue causada por el sicario, George.[71][72]

- Harding también fue interpretada por la actriz de esbozos Alexandra Wentworth en numerosos bocetos en In Living Color entre 1993 y 1994.[73]

- Harding y su papel en el ataque de Kerrigan se mencionan en varias canciones, incluyendo: «Headline News», de "Weird Al" Yankovic;[74] «5 Fingas of Death» de Diamond D;[75] «Aunt Dot» de Lil' Kim;[75] «Put Some Keys On That» de Lil Wayne;[75] «Stay Frosty Royal Milk Tea» de Fall Out Boy;[76] «Tonya's Twirls» de Loudon Wainwright III;[77] y «Tonya Harding» de Sufjan Stevens.[78]

- En mayo de 2006, Elizabeth Searle colaboró con la compositora Abigail Al-Doory para crear Tonya and Nancy: The Rock Opera, una ópera producida por la Universidad Tufts y dirigida por Meron Langsner.[79] Descrita como una comedia oscura, se estrenó en Portland, Oregón en 2008. Fue producida también en Los Ángeles, Nueva York y Chicago.[80]

- The Price of Gold, parte de la serie «30 for 30» de ESPN, es un documental de 2014 sobre Harding, quien aceptó ser entrevistada. Kerrigan se negó a participar.[80]

- Tonya Harding: The Musical (2014), es una comedia musical escrita por Jesse Esparza, con canciones de Manny Hagopian, presentada en el Upright Citizens Brigade Theatre en Los Ángeles.[80]

- En junio de 2017, una obra de teatro titulada T, escrita por Dan Aibel, se estrenó en Chicago en American Theatre Company. Harding es interpretado por Leah Raidt.[80]

- En diciembre de 2017, se lanzó la película biográfica I, Tonya, dirigida por Craig Gillespie, con la actriz australiana Margot Robbie interpretando a Harding.[81] Robbie fue nominada para un Globo de Oro a la Mejor Actriz y el Óscar a la mejor actriz por su interpretación. Allison Janney interpretó a la madre de Harding, LaVona, y ganó el Óscar a la mejor actriz de reparto por su papel.

### Evaluación académica
El papel de Harding en la cultura del patinaje sobre hielo femenino y el ataque de Kerrigan en 1994 han sido el tema de numerosos ensayos académicos. En 1995, se lanzó el libro Women on Ice: Feminist Essays on the Tonya Harding/Nancy Kerrigan Spectacle que contenía numerosos ensayos que analizaban la imagen pública de Harding en el contexto del deporte del patinaje artístico.
En un ensayo de 2014, la académica Sarah Marshall notó el papel dominante de los medios en el ataque de Kerrigan de 1994, particularmente la manera en que la vida de Harding fuera del ámbito del patinaje se analizó públicamente: «De alguna manera, en el período posterior al escándalo, la forma de la fiesta de Tonya fue capaz de alquimizar incluso los detalles más escalofriantes de la vida de Tonya en el oro de los tabloides». Marshall también examina el papel de la persona «marimacho» de Harding en el contexto del patinaje artístico.

## Trabajos citados
- Baughman, Cynthia, ed. (2013) [1995]. Women on Ice: Feminist Essays on the Tonya Harding/Nancy Kerrigan Spectacle. Routledge. ISBN 0-415-91150-8. OCLC 830322475. Consultado el 5 de abril de 2018.
- Brownstone, David M.; Franck, Irene (1995). People in the News, 1995. Macmillan Reference USA. ISBN 0-02-897058-6.
- Guerrero, Eddie (2005). Cheating Death, Stealing Life: The Eddie Guerrero Story. Simon & Schuster. ISBN 0-7434-9353-2.
- Hamilton, Scott; Benet, Lorenzo (1999). Landing It: My Life on and off the Ice. Kensington Books. ISBN 1-57566-466-6.
- Nelson, Murry R. (2013). American Sports: A History of Icons, Idols, and Ideas. ABC-CLIO. ISBN 978-0-313-39753-0.
- Saari, Peggy (1998). Great Misadventures: Bad Ideas That Led to Big Disasters. Thomson Gale. ISBN 0-7876-2799-2.
- Smith, Lissa, ed. (1999). Nike is a Goddess: The History of Women in Sports. Atlantic Monthly Press. ISBN 978-0-87113-761-6. OCLC 255351946. Consultado el 5 de abril de 2018.
- Williams, Patricia J. (2010). «The Ethnic Scarring of American Whiteness».  En Lubiano, Wahneema, ed. The House That Race Built: Original Essays by Toni Morrison, Angela Y. Davis, Cornel West, and Others on Black Americans and Politics in America Today. Alfred A. Knopf. pp. 253-63. ISBN 978-0-307-55679-0.